# Жером Анке
Жером Анке (фр. Jérôme Hanquez; 11 березня 1974 — 17 березня 2020) — колишній французький тенісист.
Найвищу одиночну позицію світового рейтингу — 225 місце досяг 9 вересня 1996, парну — 181 місце — 1 листопада 1999 року.

## Титули на челленджерах

### Парний розряд: (1)
| Ранг | Рік  | Турнір                 | Покриття | Партнер       | Суперники                 | Рахунок  |
| ---- | ---- | ---------------------- | -------- | ------------- | ------------------------- | -------- |
| 1.   | 1999 | Контрексевіль, Франція | Ґрунт    | Режіс Лавернь | Родольф Жільбер Стефан Юе | 6–4, 6–2 |